# Sergueï Balassanian
Sergey Artem'yevich Balasanian, ou Sergueï Balassanian, né le 26 août 1902 à Achgabat, Turkménistan et mort le 13 juin 1982 à Moscou, Russie,  est un compositeur de l'ère soviétique. 

## Biographie
Sergueï Balasanian enseigne la composition au Conservatoire Tchaïkovski de Moscou, où il a notamment pour élève Vassili Lobanov. Il écrit le premier opéra tadjik, Le soulèvement à Vosse, dont la première mise en scène a lieu en 1939. 
Il reçoit le Prix d'État de l'URSS (1949) et cinq médailles  dont celles de l'Ordre du Drapeau rouge du Travail, l'Ordre de l'Insigne d'honneur. En 1957, il est décoré en tant qu'artiste du peuple de la République socialiste soviétique du Tadjikistan et en 1963 en tant qu'artiste honoraire de la République socialiste fédérative soviétique de Russie.

## Sources
- Gran Enciclopedia de la Música Clásica, Madrid, éd. Sarpe, 1980, vol. I, p. 89  (ISBN 84-7291-226-4)
- Baker’s biographical dictionary of twentieth-century classical musicians. Schirmer Books, New York, 1997  (ISBN 0-02-871271-4), S. 66